# Hippelates trimaculatus
Hippelates trimaculatus är en tvåvingeart som först beskrevs av Oswald Duda 1930.  Hippelates trimaculatus ingår i släktet Hippelates och familjen fritflugor. Inga underarter finns listade i Catalogue of Life.